# 뉴스룸 (드라마)
뉴스룸(The Newsroom→보도국)은 2012년 6월 24일부터 2014년 12월 14일까지 HBO에서 3 시즌에 걸쳐 방영한 드라마이다. 시즌 1은 10회, 시즌 2는 9회, 시즌 3는 6회 방영했다. 드라마 《웨스트 윙》, 영화 《소셜 네트워크》, 《머니볼》 등으로 유명한 에런 소킨이 제작했다.

## 방영 회차
| Season | Season | Episodes | Originally aired | Originally aired |
| Season | Season | Episodes | First aired      | Last aired       |
| ------ | ------ | -------- | ---------------- | ---------------- |
|        | 1      | 10       | 2012년 6월 24일  | 2012년 8월 26일  |
|        | 2      | 9        | 2013년 7월 14일  | 2013년 9월 15일  |
|        | 3      | 6        | 2014년 11월 9일  | 2014년 12월 14일 |

## 줄거리
이 시리즈는 인기 영합 주의자로 변모한 유명 캐이블 앵커인 윌 맥어보이가 새로 부임한 보도 총괄 프로듀서인 멕켄지 맥헤일과 보도 부총괄 프로듀서인 짐 하퍼를 만나게 되면서 보도국장인 찰리 스키너가 바라던 대로 사회 고발형 보도자로 갱생하면서 벌어지는 일을 그리고 있다. 또한 이 드라마는 짐 하퍼와 매기 조던, 돈 키퍼와 슬로안 사비스의 관계 변화를 통해 인간 관계 변화를 그려내고 있다.
이 이야기의 배경이 되는 아틀란티스 케이블 뉴스 방송(ACN)은 아틀라티는 월드 미디어 그룹 산하의 보도국으로 설정되었으며 사건은 2013년부터 2015년 사이에 일어나는 것으로 표현된다.
미국의 가상 케이블 뉴스채널인 아틀란티스 케이블 뉴스(ACN)의 보도국을 배경으로 대중에게 사랑받으며 시청률에 목 매던 앵커 윌이, 자신의 전 여자친구 맥켄지와 다른 스태프들과 함께 시청률에 연연하지 않고 '유권자들이 선거할 때 도움이 될 수 있는가', '가장 올바른 형태의 논거인가', '역사적으로 의미있는가', '양면성이 있는가' 등의 원칙을 가진 '진짜 뉴스'를 만드는 과정을 다룬 드라마이다.
시즌2에서는 제리 단타나가 오면서 벌어진 부당해고 소송건에 관해 다룬다.
실제 일어난 사건을 도입하거나 각색하여 현실감을 높여준다. 딥워터 호라이즌 기름 유출 사고, 2011년 투손 총격 사건, 케일리 앤서니 사망 사건, 후쿠시마 제1원자력 발전소 사고, 오사마 빈 라덴의 죽음, 분노한 사람들의 월가 점령 등이 나왔었다.

## 출연

### 주연
- 제프 대니얼스 - 윌리엄 덩컨 "윌" 매커보이 (William Duncan "Will" McAvoy) : ACN 뉴스나이트의 앵커 및 주필
- 에밀리 모티머 - 매켄지 모건 "맥" 맥헤일 (MacKenzie Morgan "Mac" McHale) : 뉴스나이트의 총괄 프로듀서
- 존 갤러거 주니어 - 제임스 "짐" 하퍼 (James "Jim" Harper) : 뉴스나이트의 선임 프로듀서 (senior producer)
- 앨리슨 필 - 마거릿 "매기" 조던 (Margaret "Maggie" Jordan) : 뉴스나이트의 보조 프로듀서
- 토머스 새도스키 - 돈 키퍼 (Don Keefer) : 뉴스나이트 전 총괄 프로듀서, ACN 라이트 나우의 총괄 프로듀서
- 데브 파텔 - 닐러마니 "닐" 샘팻 (Neelamani "Neal" Sampat) : 윌의 블로그 담당자
- 올리비아 먼 - 슬론 새비스 (Sloan Sabbith) : ACN 경제전문 리포터, 뉴스나이트의 경제코너 보조앵커
- 샘 워터스턴 - 찰리 스키너 (Charlie Skinner) : ACN 보도국장

### 조연
- 제인 폰다 - 리오나 랜싱 (Leona Lansing) : ACN의 모회사 아틀란티스 월드 미디어(AWM) 회장
- 크리스 메시나 - 리스 랜싱 (Reese Lansing) : ACN 사장
- 애디나 포터 - 켄드라 제임스 (Kendra James) : 뉴스나이트의 예약담당자 (booker)
- 데이비드 하버 - 엘리엇 허시 (Elliot Hirsch) : 라이트 나우의 앵커
- 데이비드 크럼홀츠 - 제이컵 하비브 (Dr. Jacob Habib) : 윌의 심리 치료사
- 호프 데이비스 - 니나 하워드 (Nina Howard) : AWM의 타블로이드 잡지 TMI의 기자
- 브라이언 하우 - 배리 레이전솔 (Barry Lasenthal) : 미국 법무부 직원
- 마거릿 저드슨 - 테스 웨스틴 (Tess Westin) : 뉴스나이트의 보조 프로듀서
- 크리스 초크 - 게리 쿠퍼 (Gary Cooper) : 뉴스나이트의 보조 프로듀서
- 토머스 매슈스 - 마틴 스톨워스 (Martin Stallworth) : 뉴스나이트의 보조 프로듀서
- 윈 에버렛 - 태머라 하트 (Tamara Hart) : 뉴스나이트의 보조 프로듀서 및 예약담당자